# Toshimasa Hara
Toshimasa Hara, född 31 mars 1977 i  Sapporo, även känd som Toshiya är basist i det japanska bandet Dir en grey.
Han träffade resten av medlemmarna för första gången i Nagasaki där de spelade under namnet Deathmask. Det tog ett litet tag innan de träffades igen och bildade Dir en grey 1997. Han är många flickors favorit och de kallar honom kärleksfullt för Totchi och det är just namnet Totchi som hörs mest från publiken på konserterna. Innan Dir en grey bildades spelade Toshiya i D+L och GOSICK. En anledning till att han valde att spela bas var att han blev inspirerad av basisten J i det japanska bandet Luna Sea.